# 34234 Andrewfang
34234 Andrewfang este o planetă minoră (asteroid), cu un diametru de 2,413 km, din centura de asteroizi. A fost descoperită pe 26 august 2000 la Experimental Test Site⁠(d) de Lincoln Near-Earth Asteroid Research. 
Obiectul prezintă o orbită caracterizată de o semiaxă mare de 2,3532941 UAi, o excentricitate de 0,08, o înclinație de 6,5441 ° în raport cu ecliptica.